# Sinta Ozoliņa
Sinta Ozoliņa-Kovala, conosciuta anche come Sinta Sprudzāne (Riga, 26 febbraio 1988), è una giavellottista lettone.

## Biografia
Approcciatasi alle manifestazioni internazionali di atletica a partire dal 2005, annovera la partecipazione a tre edizioni consecutive dei Giochi olimpici. Nella sua prima Olimpiade, a Pechino 2008, nella fase di qualificazione, con un lancio di 60,13 metri, non solo si qualificò alla finale (dove poi non avrebbe replicato una tale misura) ma divenne la prima atleta lettone a superare la soglia dei 60 metri con il nuovo giavellotto e stabilire quindi il nuovo record nazionale della disciplina.
È stata sposata al giavellottista Ainārs Kovals, da cui ha avuto un bambino. Dal 2016 è legata a Dainis Sprudzāns.

## Palmarès
| Anno | Manifestazione    | Sede           | Evento                 | Risultato | Prestazione | Note |
| ---- | ----------------- | -------------- | ---------------------- | --------- | ----------- | ---- |
| 2005 | Mondiali allievi  | Marrakech      | Lancio del giavellotto | 25ª (q)   | 39,34 m     |      |
| 2006 | Mondiali juniores | Pechino        | Lancio del giavellotto | 6ª        | 56,38 m     |      |
| 2007 | Europei juniores  | Hengelo        | Lancio del giavellotto | Argento   | 57,01 m     |      |
| 2008 | Giochi olimpici   | Pechino        | Lancio del giavellotto | 11ª       | 53,38 m     |      |
| 2009 | Europei under 23  | Kaunas         | Lancio del giavellotto | 9ª        | 52,20 m     |      |
| 2010 | Europei           | Barcellona     | Lancio del giavellotto | 13ª (q)   | 56,11 m     |      |
| 2011 | Mondiali          | Taegu          | Lancio del giavellotto | 17ª (q)   | 58,15 m     |      |
| 2012 | Europei           | Helsinki       | Lancio del giavellotto | 6ª        | 59,34 m     |      |
| 2012 | Giochi olimpici   | Londra         | Lancio del giavellotto | 20ª (q)   | 58,86 m     |      |
| 2014 | Europei           | Zurigo         | Lancio del giavellotto | 11ª       | 57,82 m     |      |
| 2015 | Mondiali          | Pechino        | Lancio del giavellotto | 7ª        | 62,20 m     |      |
| 2016 | Europei           | Amsterdam      | Lancio del giavellotto | 14ª (q)   | 57,58 m     |      |
| 2016 | Giochi olimpici   | Rio de Janeiro | Lancio del giavellotto | 14ª (q)   | 60,92 m     |      |

## Altre competizioni internazionali
2006
- 5ª in Coppa Europa ( Malaga), lancio del giavellotto - 53,23 m

2007
- Argento in Coppa Europa invernale di lanci ( Jalta), lancio del giavellotto - 55,03 m